# Тюль-Юрбен-Нор
Тюль-Юрбе́н-Нор (фр. Tulle-Urbain-Nord) — кантон во Франции, находится в регионе Лимузен, департамент Коррез. Входит в состав округа Тюль.
Код INSEE кантона — 1925. В кантон Тюль-Юрбен-Нор входит одна коммуна — Тюль.

## Население
Население кантона на 2007 год составляло 8 674 человека.
| 1962 | 1968 | 1975 | 1982 | 1990 | 1999 | 2006  | 2007  |
| ---- | ---- | ---- | ---- | ---- | ---- | ----- | ----- |
| —    | —    | —    | —    | —    | —    | 8 703 | 8 674 |